# Кортисадаш
Кортисадаш (порт.  Cortiçadas) - фрегезия (район) в муниципалитете Монтемор-у-Нову округа Эвора в Португалии. Территория – 100,19 км². Население – 995 жителей. Плотность населения – 9,9 чел/км².